# Jacques Nicolas Billaud-Varenne

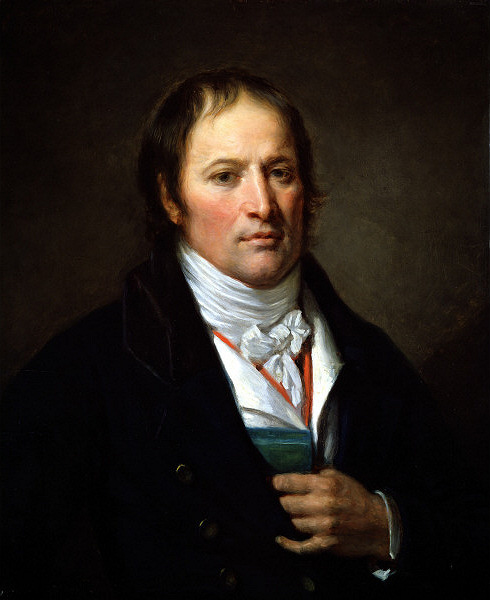
Jacques Nicolas Billaud-Varenne.

Jacques Nicolas Billaud-Varenne (La Rochela, Francia, 23 de abril de 1756-Puerto Príncipe, Haití, 3 de junio de 1819) fue un revolucionario de origen francés.
Fue un importante orador del club de los jacobinos y diputado por París en la Convención. Fue suya la idea de fechar los acontecimientos y actos públicos a partir del primer año de la I República francesa (22 de septiembre de 1792) en detrimento del calendario gregoriano. Perteneció al Comité de Salvación de la República desde septiembre de 1793, logrando que la Convención votase y aprobase los principios del gobierno revolucionario. Era afín a los sans culottes y cercano a Robespierre en su enfrentamiento contra Hébert y Danton; fue, sin embargo, uno de los conspiradores en el golpe de Estado contra Robespierre. En 1795 fue deportado a Guayana con los cargos de terrorismo; Napoleón le amnistió, pero él rehusó regresar a Francia y se instaló en Haití en 1816. Murió finalmente en Puerto Príncipe en 1819.

## En el cine
| Año  | Película                   | Director                          | Actor        |
| ---- | -------------------------- | --------------------------------- | ------------ |
| 1989 | Historia de una revolución | Roberto Enrico Richard T. Heffron | Serge Dupire |